# アレランドロ・バラ・マンサ・ヘアリーノ・ジ・ソウザ
アレランドロ（Alerrandro）ことアレランドロ・バラ・マンサ・ヘアリーノ・ジ・ソウザ（ポルトガル語: Alerrandro Barra Mansa Realino de Souza、2000年1月12日 - ）は、ブラジルのサッカー選手。ポジションはFW。

## クラブ歴
2018年にアトレチコ・ミネイロのトップチームに昇格。同年1月25日のカンピオナート・ミネイロでカルロスに代わって投入されて選手初出場。翌年2月2日のカンピオナート・ミネイロで選手初得点を記録。
2019年11月29日、レッドブル・ブラガンチーノに移籍した。

## 代表歴
U-17代表として2017 南米U-17選手権に参加し優勝した。